# 荔江镇
荔江镇，是中华人民共和国四川省泸州市合江县下辖的一个乡镇级行政单位。2019年12月，撤销实录镇和虎头镇，设立荔江镇，以原实录镇、原虎头镇和原合江镇龙潭村、柿子田村、柳马埂村所属行政区域为荔江镇的行政区域。

## 行政区划
荔江镇下辖以下地区：
实录社区、慈竹林村、团湾村、觉悟村、蒋湾村、张坝村、三江村、两马村和阳棚坳村。